# Synaptura lusitanica nigromaculata
Synaptura lusitanica nigromaculata es una subespecie de pez de la familia Soleidae en el orden de los Pleuronectiformes.

## Distribución geográfica
Se encuentran en las  costas del  Atlántico Oriental (desde Mauritania hasta Nigeria). Penetra en los ríos de Freetown (Sierra Leona).